# İlahə Qədimova
İlahə Akif qızı Qədimova (ur. 5 listopada 1975 w Gandża) – azerska szachistka, arcymistrzyni od 1994 roku.

## Kariera szachowa
Wielokrotnie reprezentowała Związek Radziecki i Azerbejdżan na mistrzostwach świata i Europy juniorek w różnych kategoriach wiekowych, zdobywając 6 medali: 4 złote (Mamaja 1991 – ME do 16 lat, Duisburg 1992 i Bratysława 1993 – MŚ do 18 lat oraz Svitavy 1993 – ME do 20 lat) i 2 srebrne (Guarapuava 1991 – MŚ do 16 lat oraz Kozhikode 1993 – MŚ do 20 lat). Dwukrotnie zdobyła medale akademickich mistrzostw świata: złoty (Sofia 1994) oraz brązowy (León 1996).
W latach 1992–1994 dwukrotnie reprezentowała narodowe barwy na szachowych olimpiadach, poza tym trzykrotnie (1992, 1997, 2007) uczestniczyła w drużynowych mistrzostwach Europy, w 1992 r. zdobywając brązowy medal.
W 2006 r. zajęła III m. (za Dmytro Komarowem i Andriejem Kowaliowem) w kołowym turnieju w Eupen. W tym samym roku zajęła VIII m. w mistrzostwach Europy kobiet, rozegranych w Kuşadası. W 2008 r. wystąpiła w pucharowym turnieju o mistrzostwo świata, w I rundzie przegrywając po dogrywce z Elisabeth Pähtz.
Najwyższy ranking w karierze osiągnęła 1 stycznia 1997 r., z wynikiem 2420 punktów zajmowała wówczas 16. miejsce na światowej liście FIDE, jednocześnie zajmując 1. miejsce wśród azerskich szachistek.